# Waalre
Waalre és un municipi de la província del Brabant del Nord, al sud dels Països Baixos. L'1 de gener del 2009 tenia 16.529 habitants repartits sobre una superfície de 22,71 km² (dels quals 0,28 km² corresponen a aigua). Limita al nord amb Eindhoven, a l'oest amb Veldhoven, a l'est amb Heeze-Leende i al sud amb Bergeijk i Valkenswaard. 	

## Centres de població
Aalst, Achtereind, De Heuvel, Heikant, Loon, Timmereind i Waalre.

## Ajuntament
- PvdA 4 regidors
- VVD 4 regidors
- CDA 3 regidors
- Aalst-Waalre Belang 2 regidors
- Gemeentebelangen 2 regidors
- GroenLinks 1 regidor
- D66 1 regidor